# Сокиркові
Соки́ркові, або ри́би-соки́рки (Sternoptychidae) — родина глибоководних морських риб із ряду Голкоротоподібні (Stomiiformes), що включає 2 підродини з 10 родами і 73 видами. Назва родини походить від грец. στέρνον — груди, і πτύξ — складка, згин. Поширені в тропічних і субтропічних водах Атлантичного, Індійського і Тихого океанів. Населяють середні шари глибоководних районів. Довжина тіла становить від 2 (Polyipnus bruuni, Polyipnus danae, Valenciennellus carlsbergi) до 14 см (Argyripnus iridescens). Тулуб дуже високий, сильно сплощений з боків, хвостове стебло різко звужується до хвостового плавника. На черевній стороні є гострий кіль. Загальне забарвлення більшості видів яскраво-сріблясте з синюватим металевим блиском і більш темною, іноді майже чорною, спиною. На нижній частині тіла розташовані фотофори: по одному ряду з кожного боку вздовж черевця і групами по декілька штук трохи вище. Вони випромінюють зеленувате світло, яке через будову фотофорів спрямовано вниз, роблячи рибу майже невидимою при погляді знизу на тлі світла, що доходить з поверхні океану. Очі великі, у видів роду Argyropelecus, крім того, телескопічні, що дивляться вгору. Жировий плавець маленький.